# Роанок (округ)
Округ Роанок (англ. Roanoke County) располагается в США, в штате Виргиния. По состоянию на 2010 год, численность населения составляла 92 376 человек. Был образован 30 марта 1838 года, получил своё название в честь реки Роанок в штате Виргиния.

## География
По данным Бюро переписи США, общая площадь округа равняется 650,9 км², из которых 649,1 км² — суша и 1,8 км² или 0,3 % — это водоёмы.

### Соседние округа
- Бедфорд — восток
- Ботеторт — северо-восток
- Крейг — северо-запад
- Флойд — юго-запад
- Франклин — юго-восток
- Монтгомери — запад
- независимый город Роанок — центр (анклав)
- независимый город Сейлем — центр (анклав)

## Демография
По данным переписи населения 2000 года в округе проживает 85 778 жителей в составе 34 686 домашних хозяйств и 24 696 семей. Плотность населения составляет 132 человека на км². На территории округа насчитывается 36 121 жилых строений, при плотности застройки около 56 строений на км². Расовый состав населения: белые — 93,63 %, афроамериканцы — 3,35 %, коренные американцы (индейцы) — 0,12 %, азиаты — 1,61 %, гавайцы — 0,02 %, представители других рас — 0,39 %, представители двух или более рас — 0,89 %. Испаноязычные составляли 1,04 % населения независимо от расы .
В составе 30,60 % из общего числа домашних хозяйств проживают дети в возрасте до 18 лет, 59,90 % домашних хозяйств представляют собой супружеские пары проживающие вместе, 8,50 % домашних хозяйств представляют собой одиноких женщин без супруга, 28,80 % домашних хозяйств не имеют отношения к семьям, 25,10 % домашних хозяйств состоят из одного человека, 10,10 % домашних хозяйств состоят из престарелых (65 лет и старше), проживающих в одиночестве. Средний размер домашнего хозяйства составляет 2,41 человека, и средний размер семьи 2,88 человека.
Возрастной состав округа: 22,70 % моложе 18 лет, 6,60 % от 18 до 24, 27,50 % от 25 до 44, 27,20 % от 45 до 64 и 15,90 % от 65 и старше. Средний возраст жителя округа 41 год. На каждые 100 женщин приходится 89,60 мужчин. На каждые 100 женщин старше 18 лет приходится 85,30 мужчин.
Средний доход на домохозяйство в округе составлял 47 689 USD, на семью — 56 450 USD. Среднестатистический заработок мужчины был 39 126 USD против 26 690 USD для женщины. Доход на душу населения был 24 637 USD. Около 2,70 % семей и 4,50 % общего населения находились ниже черты бедности, в том числе — 5,20 % молодежи (тех кому ещё не исполнилось 18 лет) и 4,90 % тех кому было уже больше 65 лет.